# Gloster Aircraft Company

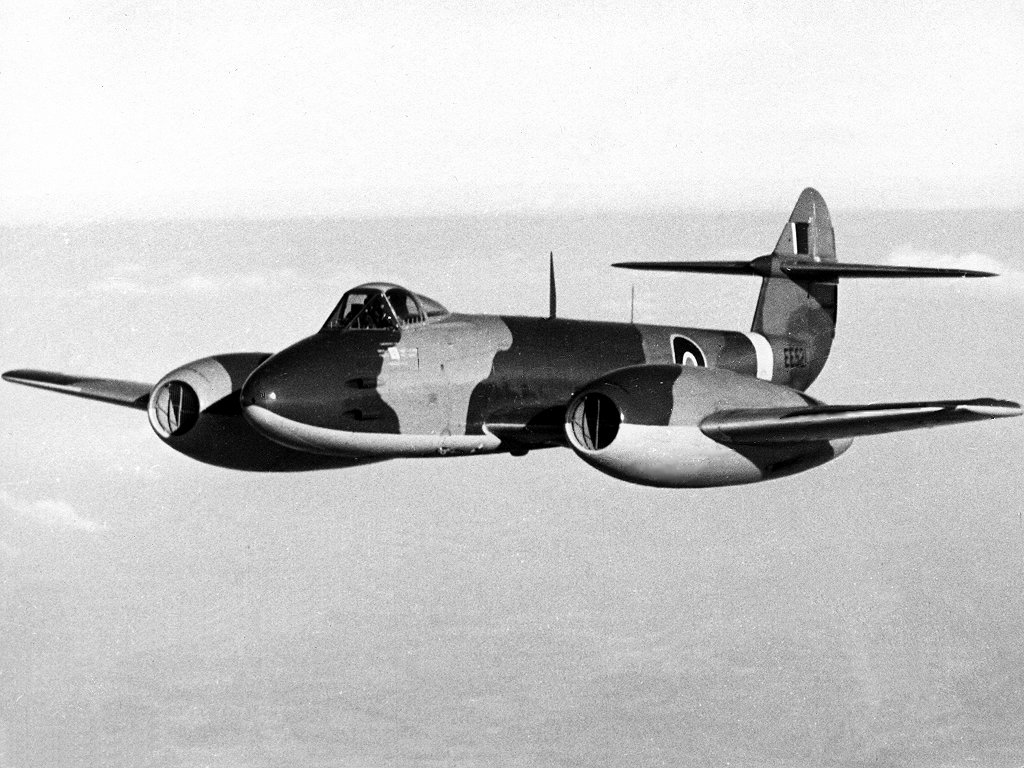
Gloster Meteor

Gloster Aircraft Company – brytyjska wytwórnia lotnicza, produkowała samoloty dla Royal Air Force oraz maszyny wyścigowe. Pionier budowy samolotów z napędem odrzutowym. W Glosterze powstały takie konstrukcje jak Gladiator czy pierwszy brytyjski samolot z silnikiem odrzutowym Gloster E.28/39.

## Historia

### Początki

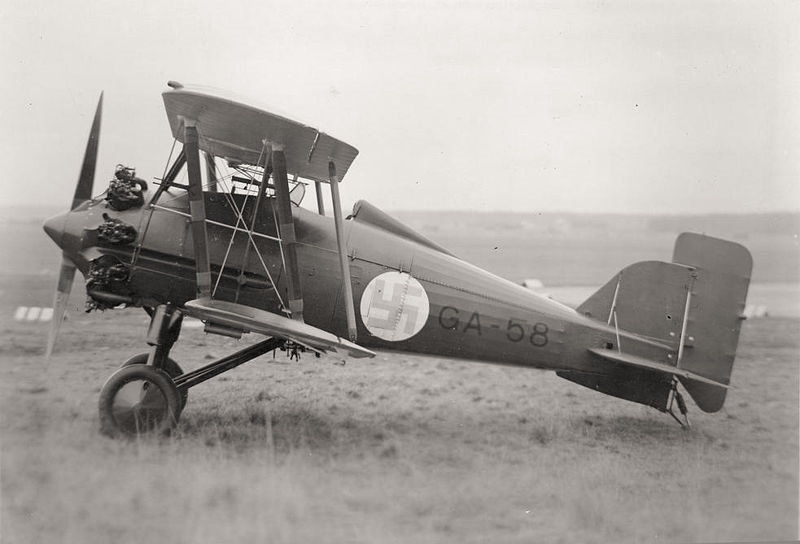
Gloster Gamecock

W 1915 roku cieśla H.H. Martyn założył firmę HH Martyn & Co Ltd produkującą części do samolotów. Siedziba firmy znajdowała się w Cheltenham w hrabstwie Gloucestershire. Dwa lata później firma połączyła się z przedsiębiorstwem Aircraft Manufacturing Company założonym przez George'a Holta Thomasa, tworząc Gloucestershire Aircraft Company, w którym obydwaj właściciele mieli po 50% udziałów. Gdy w 1920 roku zamknięto firmę Nieuport & General Aircraft, do Glostera dołączył Henry Folland, który został szefem działu projektów. Folland zaprojektował dla Glostera pierwszy powojenny samolot myśliwski używany przez RAF, Gloster Grebe, przyjęty na uzbrojenie w 1923 roku. Folland stał również za sukcesem kolejnych myśliwców Glostera, samolotów Gloster Gamecock, Gloster Gauntlet i wreszcie Gloster Gladiator, ostatniego dwupłatowego myśliwca RAF.

### Gloster

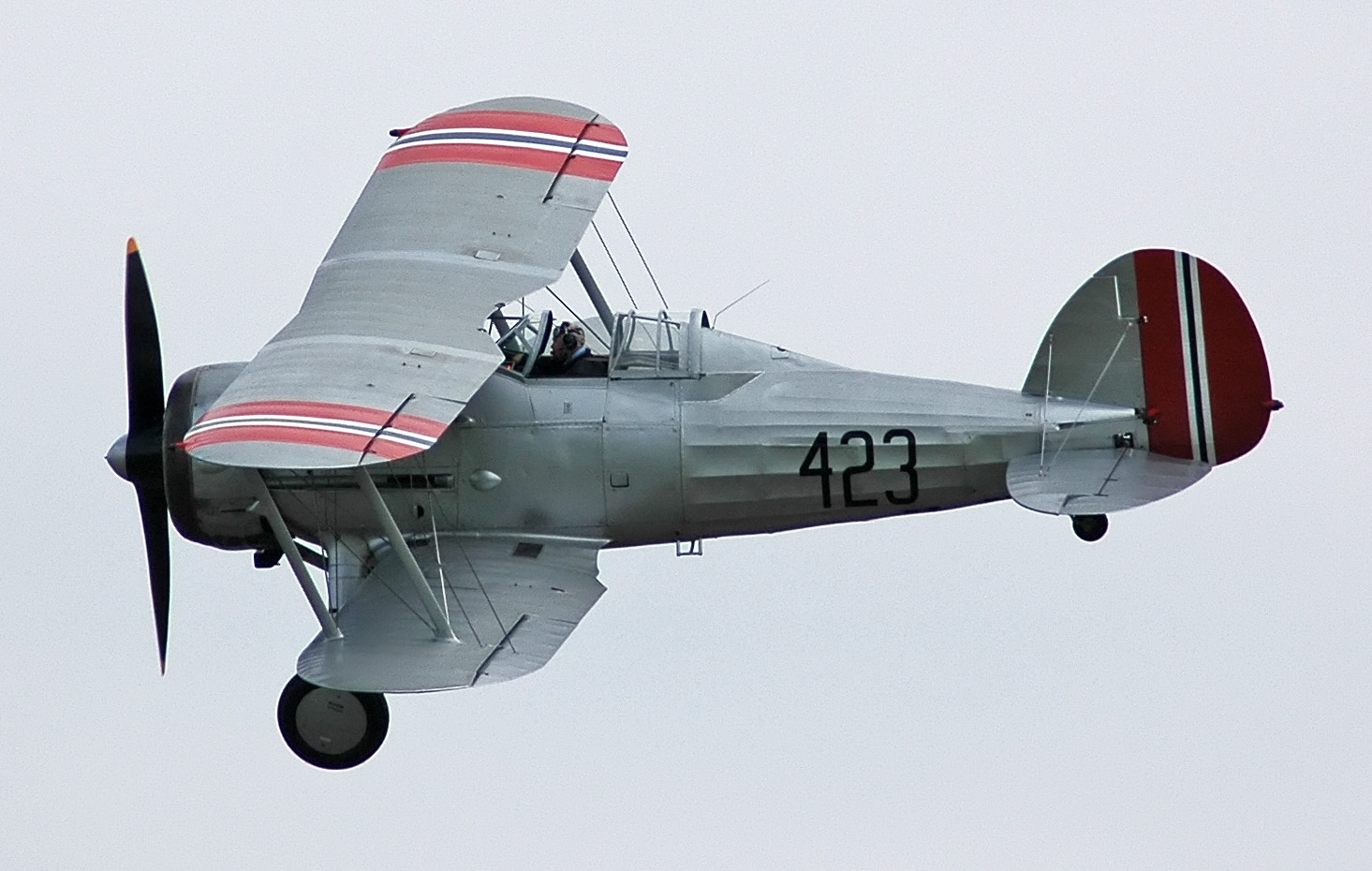
Gloster Gladiator

Wraz z maszynami Grebe i Gamecock pojawiły się pierwsze zamówienia zagraniczne. Jako że nazwa Gloucestershire Aircraft Company była za trudna do wymówienia dla cudzoziemskich partnerów, dyrektor firmy Hugh Burroughes zaproponował zmianę nazwy. 11 listopada 1926 roku zaczęła obowiązywać nazwa Gloster Aircraft Company. Sukcesy firmy na rynku lotniczym pozwoliły w 1928 roku na budowę większej wytwórni w mieście Hucclecote oraz kupno tamtejszego lotniska. Czasy krytych płótnem, dwupłatowych samolotów myśliwskich odchodziły jednak do przeszłości i na horyzoncie pojawiły się nowoczesne samoloty jednopłatowe wykonane w całości z metalu. W 1935 roku po raz pierwszy wzbił się w powietrze Hawker Hurricane, a rok później Supermarine Spitfire. Próbą wejścia w świat konstrukcji jednopłatowych był myśliwiec Gloster F.5/34, który niestety nie miał szans w konkurencji z Hurricane i Spitfire. W maju 1934 roku prezes firmy Hawker Aircraft Thomas Sopwith wraz dyrektorem Hawkera Frankiem S. Spriggsem zaproponowali zarządowi Glostera przejęcie znajdującej się na skraju bankructwa firmy. Propozycja spotkała się z przychylnym odzewem pod warunkiem zachowania zatrudnienia i własnej nazwy. Po przejęciu nastąpiła rozbudowa firmy i transfer technologii umożliwiający budowę samolotów o konstrukcji metalowej. W 1937 roku z firmy odszedł Henry Folland. Powodem były coraz większe naciski, aby uczynić z firmy Gloster jedynie wytwórcę produktów zaprojektowanych przez Hawkera. Odejście Follanda ze stanowiska głównego konstruktora mogło przyczynić się do zamknięcia własnego biura konstrukcyjnego. Na szczęście kolejna interwencja dyrektora firmy Burroughesa przyczyniła się do wyznaczenia na opuszczone przez Follanda stanowisko inżyniera Wilfreda George'a Cartera, który przybył do Glostera w 1931 roku, a głównym konstruktorem został w 1936 roku. Jedną z prac Cartera był niezrealizowany projekt dwubelkowego myśliwca, którego charakterystyka techniczna oparta była na specyfikacji F.18/37 wydanej przez Ministerstwo Lotnictwa w 1937 roku. O zamówienie kolejny raz rywalizowały ze sobą projekty Hawkera i Glostera, zwycięzcą okazał się jednak ten pierwszy tworząc przyszły Hawker Typhoon.

### II wojna światowa
W latach II wojny światowej Gloster odpowiedzialny był głównie za produkcję samolotów konstrukcji Hawker Aircraft. W latach 1937–1945 zbudowano 6250 maszyn Hawkera, w tym 2750 Hurricane'ów, 3300 Typhoonów, 200 bombowców nurkujących Hawker Henley. Budowano również własne konstrukcje – 746 maszyn Gladiator.

### Era odrzutowców

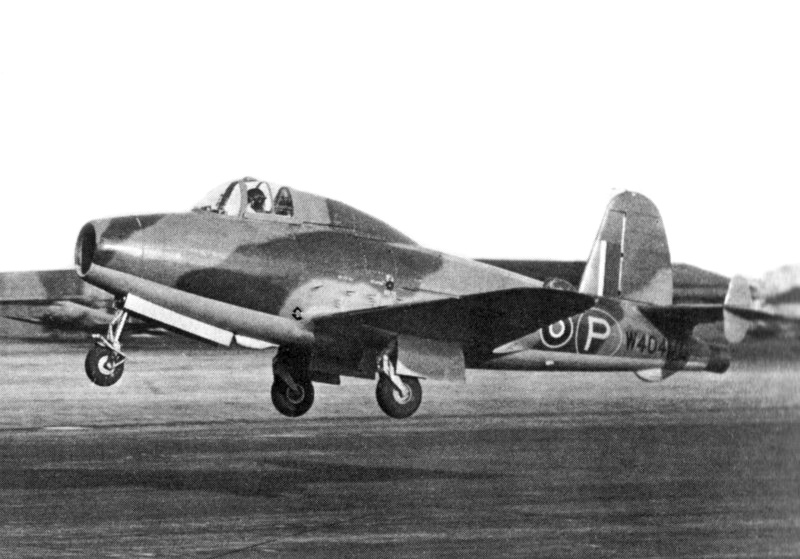
Gloster E.28/39

W 1939 roku niezrealizowanym projektem Glostera F.18/37 zainteresował się Frank Whittle, twórca pierwszego brytyjskiego silnika odrzutowego. 29 kwietnia 1939 roku doszło do spotkania, w którym uczestniczył Whittle, Burroughes, Carter, szef pilotów doświadczalnych Daunte oraz kilku innych inżynierów. Whittle starał się zainteresować Glostera nowym, rewolucyjnym napędem. Po spotkaniu Carter odwiedził Power Jets Ltd, gdzie trwały próby z nowym silnikiem. Nowatorska konstrukcja nie wywarła na głównym projektancie Glostera zbyt dobrego wrażenia, silnik wył, drgał i sprawiał wrażenie jakby miał się zaraz rozpaść. Jednak Carter zdawał sobie doskonale sprawę, że jeżeli Gloster nie podejmie się wyzwania zbudowania samolotu z silnikiem Whittle'a, jego biuro konstrukcyjne zostanie zamknięte. Po uzgodnieniu specyfikacji technicznej z Ministerstwem Lotnictwa we wrześniu 1939 roku ruszyły prace konstrukcyjne, których efektem był pierwszy brytyjski doświadczalny odrzutowiec Gloster E.28/39. 15 maja 1941 roku samolot wykonał swój pierwszy lot, który trwał 17 minut. Za sterami maszyny siedział kapitan P.E.G. Sayer. Próby, jakim poddano nową konstrukcję, pozwoliły na uzyskanie niezbędnego doświadczenia związanego z projektowaniem i eksploatacją samolotu z napędem odrzutowym. 10 kwietnia 1940 roku, dyrektor ds. rozwoju technicznego Ministerstwa Lotnictwa, Sir William Scott Farren, zwrócił się z zapytaniem do Cartera dotyczącym możliwości budowy odrzutowego samolotu myśliwskiego. Carter nie dał się długo namawiać i niecały miesiąc później, 2 maja na biurku Farrena znalazł się wstępny projekt, który zaowocował budową pierwszego samolotu myśliwskiego, który znalazł się na wyposażeniu Royal Air Force, samolotu Gloster Meteor. Był to również pierwszy myśliwiec odrzutowy, który znalazł się w jednostce liniowej wyprzedzając o kilka tygodni niemiecki Messerschmitt Me 262. W pracach nad Meteorem brał udział również polski pilot Janusz Żurakowski, którego umiejętności pilotażowe stały się wręcz legendarne. Meteor był bardzo dużym sukcesem komercyjnym Glostera, samolot był wielokrotnie modyfikowany i służył w siłach powietrznych wielu państw aż do połowy lat 60. XX wieku. Po wojnie rozpoczęto opracowywanie kolejnego odrzutowego myśliwca Gloster G.42, który pozostał na etapie prototypu. Ostatnim samolotem firmy był myśliwiec zdolny do lotów w każdych warunkach pogodowych Gloster Javelin, który nie osiągnął już takiego sukcesu jak Meteor. W 1961 roku Hawker Siddeley połączył Armstrong Whitworth Aircraft z Gloster Aircraft Company, tworząc w ten sposób spółkę Whitworth Gloster Aircraft. Dwa lata później, w 1963 roku Hawker wycofał z nazw swoich produktów nazwy spółek zależnych, kończąc w ten sposób historię firmy Gloster.